# Grad Vrbovec (Hrvaška)

Grad Vrbovec v Hrvaškem Zagorju  (hrvaško Burg Vrbovec, je bil srednjeveški grad, ali trdnjava na skrajnem severozahodnem delu Hrvaškega Zagorja, v Klenovcu Humskem. Glavna trdnjava se je nahajala na vzpetini, ljudsko imenovani Veliki Gradiš, ki je za okoli 45 m višja od doline reke Sotle. Del celotnega vrbovskega srednjeveškega kompleksa tvori sosednji, manjši južni breg, ki nosi toponim Mali Gradiš ali Malo Gradišče, na katerem pa ni videti nobenih vidnih sledov gradnje, katerega danes od severnega dela z glavno utrdbo kompleksa razdvaja  cesta Klenovec Humski – Kostel – Pregrada.

## Zgodovina
Srednjeveški grad Vrbovec se v pisnih zgodovinskih virih prvič neposredno omenja leta 1267, ko je postal županija in je omenjen župan - comes de Vrbouch. Izrecno kot castrum Vrbouch pa je omenjen šele leta 1334. Takrat je bil v posesti aristokratske družine Kőszegi, in takrat je grad/trdnjava prešel v last ogrskega kralja.  Zgodovinarji in arheologi domnevajo, da tudi grad Vrbovec sodi v sistem obrambnih gradov, ki jih je dal zgraditi ogrski kralj Bela IV. po mongolskih vpadih v letih 1241-1242. Gre za grad/trdnjavo na meji med Ogrskim kraljestvom in Svetim rimskim cesarstvom. Grad Vrbovec je dal ime tudi naddekanatu Vrbovec, ki se je ohranil vse do moderne dobe.

Življenje na gradu se je začelo že v 12. stoletju. Romanski grad, zgrajen konec 12. stoletja ali v začetku 13. stoletja, je bil sestavljen iz obodnega zidu, palasa na severu, v pritličju katerega so bili gospodarski objekti, južnega obrambnega stolpa, dvorišča s cisterno in, verjetno, iz lesenih gospodarskih objektov na jugovzhodnem in vzhodnem delu dvorišča.
Iz zgodovinskih virov je znano, da je bil grad/trdnjava konec 14. stoletja v lasti ogrskega kralja. V listini iz leta 1397 je ta grad/trdnjavo ogrski kralj Sigismund Luksemburški podelil celjskemu grofu Hermanu II..  Celjski grofje in državni knezi ter večkrat hrvaški bani so grad imeli v posesti do 1456. 
Po izumrtju Celjskih je območje grofije Zagorje, kot tudi opuščenega gradu Vrbovec (abolitum castrum Wrbowcz) prišlo v posest Jana Vitovca in njegovih sinov, čeprav srednjeveška listina iz leta 1463 omenja porušen grad Vrbovec (abolitum castrum Wrbowcz). Ko je Vitovcem ogrski kralj Matija Korvin odvzel njihove posesti, jih je leta 1488 podelil svojemu nezakonskemu sinu vojvodi Ivanu Korvinu. Grad je bil razrušen sredi 1490-tih, na takšen podatek pa kaže tudi listina iz leta 1497 (montem Werbowcz desertum, in quo castrum olim Werbowcz extasse dicitur),  čeprav dejanske okoliščine niso znane. Vlogo tega gradu sta prevzela na novo zgrajena gradova Mali Tabor in Veliki Tabor. Posest gospoščine Vrbovec je bila razdeljena med dediče Ivaniša, dokler jih ni spet združila družina Rattkay  leta 1524.  
Z arheološkimi raziskavami je bilo ugotovljeno, da so bile v času Celjskih grofov izvedene večje arhitekturne spremembe gradu oziroma trdnjave. Prav tako je bilo ugotovljeno, da je življenje v Vrbovcu trajalo dlje, kot se je domnevalo. Arheološke raziskave so pokazale, da se je življenje na gradu ohranilo v prvi polovici 16. stoletja. Takrat so trdnjavo prezidali in na ruševinah srednjeveškega gradu zgradili mogočen lesen stolp, v katerem so po najdbah luksuznih predmetov poleg stražarnice zagotovo bivali tudi bogatejši plemiči. Na podlagi teh ugotovitev lahko s tem krajem povežemo nekatere zgodovinske dokumente o spopadih med Kotvičem in Ratkajem.

## Gradbeno arhitekturni elementi gradu
Obodni zid je imel širino 2 m. Grajen je iz klesanega kamna lomljenca. Romanski grad iz konca 12. ali začetka 13. stoletja je imel poligonalno zasnovo. Grajsko jedro meri 21 x 25 metrov. Notranji prostori gradu merijo približno 310 m2. Arhitekturni ostanki so ohranjeni le v nivoju temeljev in v spodnjih delih stene pritličnih prostorov, ki so bile prekrite z debelimi plastmi ruševin.
Zgornja nadstropja gradu so bila namenjena bivanju fevdalnega gospoda s spalnicami in reprezentančnimi saloni. V času vladavine Celjskih grofov so bila zgornja nadstropja popolnoma prenovljena in okrašena s kamnitimi okenskimi okvirji kakovostne izdelave, katerih drobci so bili odkriti v ruševinah znotraj in zunaj grajskega jedra. Sortiment opreme kaže, da so posodo plemstva sestavljali razkošno okrašeni noži, vrči, steklene in keramične skodelice, ki bi jih lahko datirali v drugo polovico ali v sam konec 15. stoletja. Arheološki dokazi so potrdili, da je srednjeveški Vrbovec ob njegovem koncu prizadel in uničil velik požar.